# HD 341
HD341 є хімічно пекулярною зорею спектрального класу
A3 й має видиму зоряну величину в смузі V приблизно  7.3.
Вона знаходиться у сузір'ї Андромеда й розташована на відстані близько 670 світлових років від Сонця.